# Generalitat de Catalunya

Pečeť Generalitatu.

Generalitat de Catalunya (španělsky Generalidad de Cataluña) je systém regionální správy v autonomním společenství Katalánsko v rámci Španělska. V španělském prostředí se zkracuje tento název pouze na Generalitat.
Název organizace, který se používá pro regionální správu v Katalánsku a Valencii, odkazuje na středověkou organizaci podobného jména, kdy španělský král nechal část pravomocí přenést na místní orgány. Současný název a forma samosprávy v Katalánsku vznikla roku 1982 na základě principu Café para todos, který transformoval unitaristické Španělsko v decentralizovaný stát.[zdroj?]

## Současnost
V současné době jsou orgány Generalitatu rozdělené na tři úrovně:
- Parlament Katalánska (katalánsky Parlament de Cataluyna)
- Výkonná rada Katalánska (katalánsky Consell executiu), de facto vláda oblasti
- Předseda vlády (katalánsky President de la generalitat de Catalunya).

## Moderní historie
Správa působí na základě svého autonomního statutu, který Katalánsko získalo na základě španělské ústavy, přijaté v roce 1978. Současným předsedou vlády a hlavou Generalitatu je Carles Puigdemont i Casamajó.
V rámci španělských autonomních společenství získalo Katalánsko, resp. Generalitat, jednu z nejvyšší míry autonomie. Pod pravomoce Generalitatu spadají záležitosti kultury, životního prostředí, komunikací, dopravy, obchodu, bezpečnosti a místních samospráv. Se španělskou vládou spolupracuje v oblastech vzdělání, zdravotnictví a justice. Katalánská správa také provozuje například i vlastní policejní sbor, Mossos d'Esquadra. Má rovněž i zastoupení v několika západoevropských zemích.